# Немислиме. 9 історій про людей з дивовижним мозком
«Немислиме. 9 історій про людей з дивовижним мозком» (англ. Unthinkable: An Extraordinary Journey Through the World’s Strangest Brains)  — книга-дебют британського наукового журналіста, письменниці Гелен Томсон. Вперше вийшла 22 лютого 2018 року в Лондоні видавництвом «John Murray». В Україні робота побачила світ 2019 року, перекладена та вийшла у видавництві «Наш формат» (перекладач — Ірина Павленко).

## Огляд книги
Наш мозок має набагато більше таємниць, ніж ми собі можемо навіть уявити. Його можливості переоцінити досить складно. Абсолютно простими здаються для людини такі вміння, як запам'ятовування, відчуття емоцій, орієнтир в просторі, співпереживання чи розуміння оточуючого світу. Проте наскільки б змінилося наше життя, якби ці здібності різко посилилися, або ж, навпаки, — раптово повністю зникли?!
На основі найновіших досліджень та передових медичних технологій, Томсон пояснює роботу нашої свідомості, емоцій і творчості, а також механізмів, які дають змогу краще розуміти суть нашого існування.

## Основний зміст
Гелен Томсон багато років подорожувала по світу, досліджуючи найрідкісніші розлади людського мозку. Основу книги складають історії дев'яти незвичайних людей, від особи, яка вважає, що вона — справжній тигр, до лікаря, який відчуває біль своїх пацієнтів, просто подивившись на них. Або ж жінки, що чує музику, якої насправді не існує.
Авторка ще раз доводить, що людський мозок може формувати наше життя в найнесподіваніших тонах. Вона показує, як формуються спогади, що ніколи не зникають, як приймати кращі доленосні рішення, бачити реальність з найдивовижніших ракурсів. А ще — як зробити себе найщасливішим за долю секунди. Ця книга — кращий подразник, щоб подумати про немислиме. Неймовірна подорож найдивовижнішими «хитросплетіннями» людського мозку!

## Додатково
У 2018 році «Немислиме. 9 історій про людей з дивовижним мозком» визнана кращою науковою літературною роботою за версією Amazon.

## Відгуки про книгу
«Ніжна, красива книга. Хелен Томсон — новий картограф людського розуму. Кожен, хто шукає межі людства, повинен цю книгу прочитати», — Арман Марі Леруа, біолог, спеціаліст з еволюційного розвитку Лондонського імперського коледжу
«Це приголомшливий дебют. Її таємничі історії зачаровують, вони правдиві…», — журнал «The Bookseller»
«Чудово написана історія тих, чия хвороба дає нам краще уявлення про мозок, наш найзагадковіший орган», — «The Times»

## Переклад українською
- Гелен Томсон. Немислиме. 9 історій про людей з дивовижним мозком / пер. Ірина Павленко. — К.: Наш Формат, 2019. — ISBN 978-617-7682-48-5.